# Аффанасович, Виктор Константинович
Виктор Константинович Аффанасович (1846—1908) — генерал-лейтенант русской императорской армии.

## Биография
Родился 8 (20) октября 1846 года.
Воспитывался в 1-м кадетском корпусе. Затем, после окончания 2-го военного Константиновского училища, 8 августа 1866 года был произведён в подпоручики 1-го лейб-гренадерского Екатеринославского полка. После окончания по 1-му разряду Николаевской академии генерального штаба был назначен старшим адъютантом штаба 2-й гвардейской пехотной дивизии.
За составленную и поднесённую императору книгу «Производство рекогносцировок» Аффанасовичу был пожалован подарок по чину.
В составе штаба 2-й гвардейской пехотной дивизии он принял участие в русско-турецкой войне 1877—1878 гг. Был в сражении при Горном Дубняке, в перестрелке у Хан-Правец, в артиллерийском бою против Правецкой позиции, при взятии Этрополя, при рекогносцировке Лютаковских укреплений и под Араб-Конаком. Раненный в ногу и контуженный в голову, Аффанасович за боевые отличия в эту войну награждён орденами Св. Станислава 2-й степени с мечами (в 1877) и Св. Владимира 4-й степени с мечами и бантом (в 1879).
По окончании кампании Аффанасович служил в штабе войск гвардии и Петербургского военного округа (1878—1884), состоял для поручений при Е. И. В. Главнокомандующем войсками гвардии и округа (1884—1888)); затем был начальником штаба 1-й гвардейской пехотной дивизии (с 23.07.1888 по 29.04.1889), управляющим удельным имением «Массандра» (с 29.04.1889 по 18.09.1890) и командовал 95-м пехотным полком (в 1892—1895).
Произведённый 19 апреля 1895 года в генерал-майоры, он был назначен помощником начальника штаба войск гвардии и Петербургского округа.
С 15 ноября 1901 года был назначен командующим 22-й пехотной дивизией; с 6 декабря 1902 года — генерал-лейтенант. В 1904 году отправился с этой дивизией на театр военных действий в Маньчжурии, где с 21 по 27 сентября участвовал в наступлении армии против японцев; с 28 по 30 сентября, командуя отрядом из 85-го пехотного Выборгского и 87-го пехотного Нейшлотского полков и 3-й батареи 6-й артиллерийской бригады, под общим начальством генерала Зарубаева, был в бою под Хамытаном. По болезни был эвакуирован в Петербург, состоял с 27 мая 1905 года в распоряжении начальника главного штаба и военного министра; был председателем военно-исторической комиссии по описанию русско-турецкой войны 1877—1878 годов.
Скончался в Наугейме 3 (16) июня 1908 года.
Его жена, Александра Петровна, скончалась в возрасте 56 лет 22 апреля 1904 года.

## Награды
российские:
- орден Св. Станислава 2-й степени с мечами (1877)
- орден Св. Владимира 4-й степени с мечами и бантом (1879)
- орден Св. Владимира 3-й степени (1888)
- орден Св. Станислава 1-й степени (1898)
- орден Св. Анны 1-й ст. (1906)

иностранные:
- датский орден Данеброг, кавалерский крест (1876)
- австрийский орден Франца Иосифа 1-й ст. (1897)
- французский орден Почётного легиона, командорский крест (1897)
- прусский орден Красного орла 2-й ст. со звездой (1898)
- румынский орден Звезды, большой офицерский крест (1899)